# Генеральный штаб Австро-Венгрии
Генеральный штаб Вооружённых сил Австро-Венгерской Империи (нем. k.u.k. Generalstab für die gesamte bewaffnete Macht) — наименование в 1867—1918 годах главного органа военного планирования Вооружённых сил Австро-Венгерской империи, занимавшегося как разработкой оборонительных оперативных планов, так и вопросами мобилизации, военной политики и военной разведки в интересах Вооружённых сил.

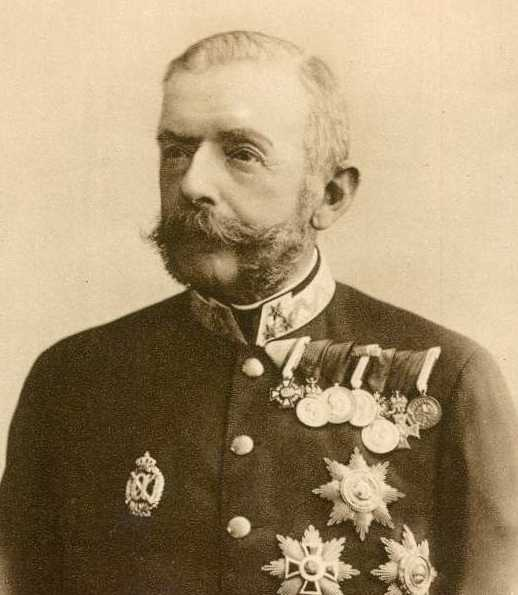
Начальник Генштаба Сухопутных войск до 1906 г. генерал армии Ф. фон Бек-Ржиковский

| \| \| Начальники Генерального штаба Вооружённых сил Австро-Венгерской Империи (1848—1918 гг.) \| |                                                                                         |                                       |  |                         |
| 1                                                                                                | Генерал армии                                                                           | Ф. фон Бек-Ржиковский (1830—1920 гг.) |  | 1881−1906 гг.           |
| 2                                                                                                | Маршал                                                                                  | Ф. фон Хётцендорф (1852—1925 гг.)     |  | 1906-11 гг. 1912-17 гг. |
| 2                                                                                                | Генерал армии                                                                           | А. фон Штрауссенбург (1857—1935 гг.)  |  | 1917−18 гг.             |
|                                                                                                  | Начальники Генерального штаба Вооружённых сил Австро-Венгерской Империи (1848—1918 гг.) |                                       |  |                         |

## ГенштабСухопутных войск
Основной задачей Генштаба являлось обеспечение командования Сухопутных войск оперативными планами, обеспечение процесса мобилизации и руководства военными действиями в случае войны. Все стратегические, оперативные и административные решения Верховного Главнокомандования реализовывались посредством аппарата сотрудников Генштаба.
Начальником Генштаба Императорско-Королевских Сухопутных войск являлся офицер в старшем генеральском чине с наименованием должности «Начальник Генерального штаба всех видов Вооружённых сил» (нем. Chef des Generalstabes für die gesamte bewaffnete Macht ). Официально Генштаб Сухопутных войск являлся оперативным управлением в составе Военного Министерства, однако начальник Генштаба подчинялся непосредственно Императору, как Верховному Главнокомандующему.
С началом Первой мировой войны, в связи с невозможностью императора Франца-Иосифа по возрасту лично исполнять обязанности Верховного Главнокомандующего, была сформирована Ставка Верховного Главнокомандования Вооружёнными силами, которой был подчинён и аппарат Генштаба Сухопутных войск. В военное время начальник Генштаба Сухопутных войск напрямую подчинялся Императору, как Верховному Главнокомандующему и его заместителю — Командующему Вооружёнными силами (эрцгерцогу Австрии Фридриху, затем маршалу Ф. фон Кёвессхази). До 1918 г. командующий Фридрих предоставлял Генштабу свободу действий, император Карл стал принимать непосредственное участие в планировании боевых действий.

### Структура
Генеральный штаб Вооружённых сил  Австро-Венгерской Империи включал три основных оперативных управления, а также управления аппарата Генштаба. Структура Генштаба:
- Главное оперативное управление (Генштаб) Сухопутных войск (Der Generalstab);
- Оперативное управление артиллерии Сухопутных войск (Der Artilleriestab);
- Оперативное управление инженерных войск  (Der Geniestab);
- Управления аппарата Генштаба.

Офицерский корпус Генерального штаба делился на сотрудников центрального аппарата (чином не ниже капитана), младших сотрудников в строевых штабах и специалистов Генштаба на преподавательской и дипломатической работе. Офицерский корпус Генштаба набирался из прошедших практику в аппарате выпускников Военной академии со средней оценкой не ниже «хорошо».
Направляемым для прохождения службы в аппарат Генштаба выпускникам военных академий после полутора лет работы в аппарате при положительной характеристике присваивался чин капитана и выдавалось направление на два года строевой службы в войсках. В случае окончания строевого ценза с благодарностью командира соединения, офицер зачислялся в постоянный офицерский корпус Генштаба в чине майора.

#### Управления
| Начальник Генштаба Генерал Ф. ф. Хётцендорф                  | Начальник Генштаба Генерал Ф. ф. Хётцендорф                  |
| Зам. начальника Генштаба Генерал- лейтенант Ф. ф. Фельдштурм | Зам. начальника Генштаба Генерал- лейтенант Ф. ф. Фельдштурм |
| Нач. службы тыла Сухопутных войск Генерал-майор Ф. Каник     | Нач. службы тыла Сухопутных войск Генерал-майор Ф. Каник     |
| Адъютант начальника Майор Р. Кундманн                        | Адъютант начальника Майор Р. Кундманн                        |
| Управления                                                   | Начальник                                                    |
| ------------------------------------------------------------ | ------------------------------------------------------------ |
| Оперативное (Operationsbureau)                               | И. Метцгер                                                   |
| Административное (Direktionsbureau)                          | Ф. ф. Кальтеборн                                             |
| Тыла (Etappenbureau)                                         | А. Хёфер                                                     |
| Боевой подготовки (Instruktionsbureau)                       | К. ф. Бадок                                                  |
| Информационное (Landesbeschreibungsbureau)                   | Г. Шмид                                                      |
| Разведывательное (Evidenzbureau)                             | А. Урбанский                                                 |
| Перевозок (Eisenbahnbureau)                                  | И. Штрауб                                                    |
| Связи (Telegrafenbureau)                                     | Р. Шамшула                                                   |

#### Строевая служба
Офицеры Генштаба при штабах
- военных округов, корпусов и дивизий Сухопутных войск — в чине майора или подполковника Генштаба
- полков и бригад — в чине капитана

#### Нестроевая служба
- преподаватели военных училищ и академий
- в составе аппарата военных атташе за рубежом

## Штаб войск артиллерии
Штаб войск артиллерии являлся специализированным вспомогательным подразделением служб Генштаба Сухопутных войск как в центральном аппарате, так и в штабах соединений. На прохождение службы в штаб войск артиллерии направлялись в основном опытные артиллерийские специалисты, имевшие опыт штабной работы и планирования. Кроме работы в Генштабе они также отвечали за планирование и уровень боевой подготовки артиллерийских частей в военных округах.

## Штаб инженерных войск
Штаб инженерных войск являлся специализированным подразделением служб Генштаба Сухопутных войск по вопросам организации строительства и планирования обороны имевшихся укрепрайонов. Начштаба инженерных войск официально именовался «Генеральным инспектором инженерных войск» (нем. Generalgenieinspektor ).
На прохождение службы в штаб инженерных войск направлялись выпускники Военной академии со средней оценкой по курсу фортификации не ниже «хорошо». После направления на службу в штаб инженерных войск выпускники получали направление центрального аппарата в штаб одного из соединений или военных округов Сухопутных войск, где им поручались вопросы планирования и строительства укрепрайонов в зоне ответственности. После строевой стажировки офицеры могли быть направлены для прохождения службы в аппарат Генштаба, Военно-технический комитет, в управления военного строительства или укрепрайонов Министерства.

## Униформа корпуса Генштаба

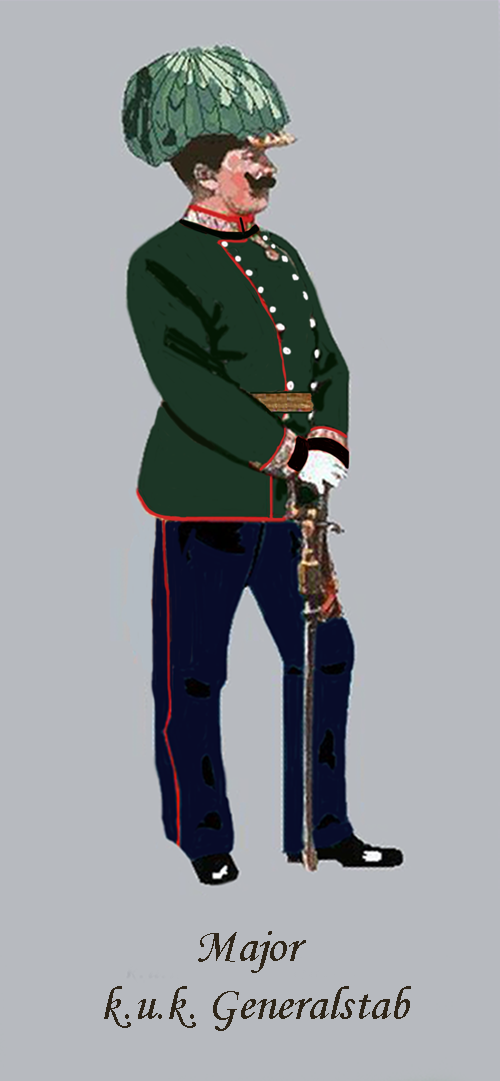
Парадный мундир майора Генштаба Вооруженных сил
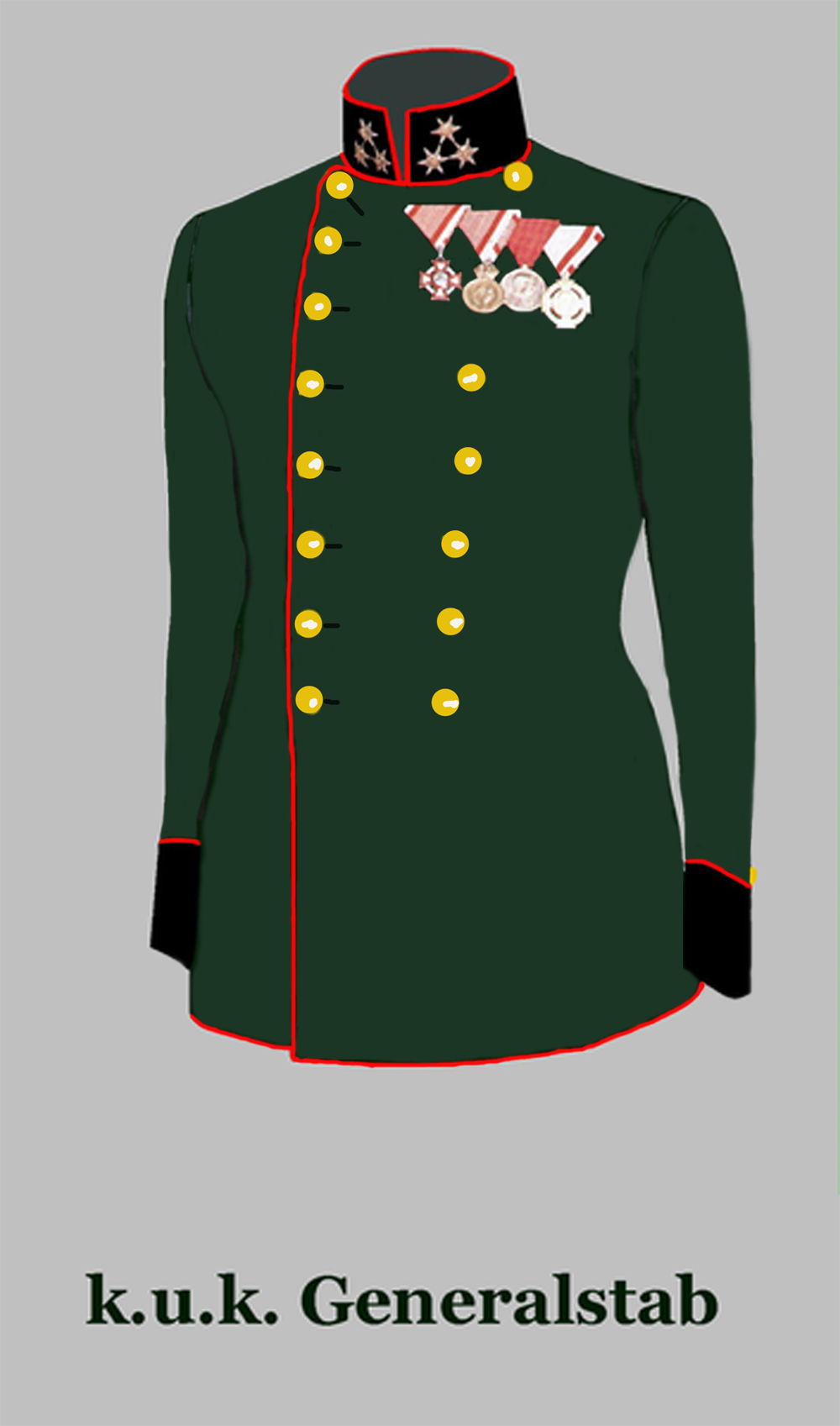
Повседневный китель капитана Генштаба Вооруженных сил
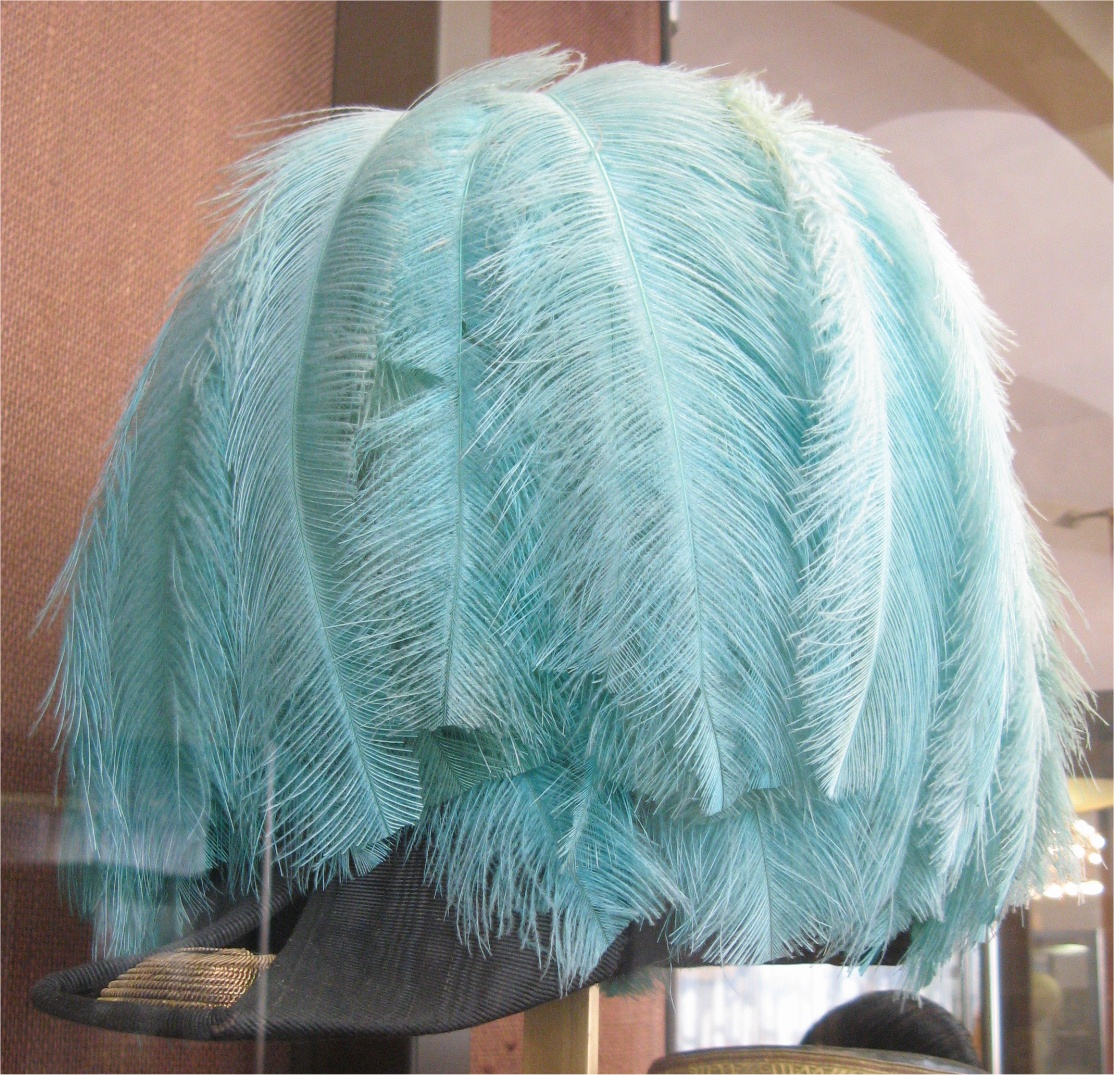
Парадный плюмаж офицерского корпуса Генштаба

После направления в корпус Генштаба офицеры продолжали носить униформу и знаки различия своего рода войск c золотыми пуговицами. Отличительной особенностью парадной униформы являлся голубой (чёрный у сотрудников штаба инженерных войск) плюмаж на шишаке, напоминающем шишак Сухопутных войск Германии. Китель двубортный тёмно-зелёный с золотыми пуговицами и красной выпушкой, чёрным стоячим воротником и обшлагами. Полевой китель такого же цвета (с 1908 г. — светло-серый), шинель серая, чёрные петлицы с красной выпушкой. Чёрные или серые полевые брюки также с красной выпушкой. У сотрудников штаба инженерных войск парадный китель светло-голубой (полевой — серый), шинель и брюки серые, выпушки бордовые. Поясной шарф и оружие корпуса Генштаба как у офицерского состава Сухопутных войск.